# Santa Ana (Magdalena)
Santa Ana es el pueblo capital del municipio del mismo nombre, en el departamento del Magdalena, Colombia.
Limita por el Norte con el Municipio de Plato, al Oriente con el Municipio de Pijiño del Carmen, al sur con el Municipio de San Zenón, al Occidente con el Departamento de Bolívar, Río Magdalena de por medio. 
Se caracteriza por una abundante red fluvial, entre las que se destacan las ciénagas de Guayacán, Jaraba, Sapo y Playa Afuera; los arroyos La Cabellona, Calzón Blanco, El Cardón, La Lomita, etcétera, y por las quebradas Chimicuica, Corozal y El Jordán. Sus principales actividades económicas son la ganadería entre los ricos y la agricultura entre los más pobres, siendo la yuca y el maíz los productos que abundan.

## División Político-Administrativa
Además de su Cabecera municipal. Santa Ana tiene bajo su jurisdicción los siguientes Centros poblados:
- Barro Blanco
- Jaraba
- San Fernando de Oriente
- Santa Rosa

## Geografía
El Municipio de Santa Ana se encuentra localizado en la Depresión Momposina, que hace parte de la Unidad Fisiográfica del valle irrigado por el Río Grande de la Magdalena, caracterizado por ser bajo, plano y propenso a inundaciones por la presencia de numerosos caños, ciénagas y los frecuentes desbordamientos del río.  Además, parte del territorio se halla en el sistema de lomas y colinas disceptadas por el sistema de drenaje, ubicadas en el sector Altos del Río Grande de la Magdalena, con una altura que no supere los 120 metros sobre el nivel del mar; y en la Llanura del Ariguaní, en el sector nororiental del municipio.
Las principales formas del relieve que caracterizan al municipio de Santa Ana son la llanura aluvial del Río Grande de la Magdalena y el Valle Aluvial de ríos intermitentes que definen planos de inundación en sus paisajes, la planicie eólica, fluvial y el relieve colinado erosional en donde se identifican como paisajes colinas erosionales, colinas y cerros erosionales en arcillas terciarias respectivamente.
Geológicamente, el manto que cubre del municipio está constituido de material sedimentario del cuaternario en la llanura y valles aluviales, mientras que en la planicie y en el relieve colinado el material sedimentario corresponde al terciario. 

### Suelos
Se caracterizan por su variedad, sobresaliendo un Sistema de Pendientes condicionada al tipo de Relieve, con valores que van desde el 0% hasta el 50%; Una clase textural desde fina, media y moderadamente fina, ligeramente fina y gruesas (arenosa), lo que incide en el Drenaje natural, hallándose un drenaje interno imperfecto que favorece la escorrentía o movimiento del agua superficial ocasionando el aceleramiento de la erosión, más en los sectores que no cuentan con una cobertura vegetal eficiente y un drenaje moderadamente bueno que permite la penetración del agua a través del perfil de suelo. Los sectores con drenajes imperfectos son susceptible al encharcamiento e inundaciones, presentándose en las geoformas de llanura aluvial del Río Magdalena y en el valle aluvial de ríos intermitentes. En cuanto a la fertilidad, también se presentan diversos grados desde la moderada hasta la baja y muy baja. Esta caracterización de los suelos, lógicamente determinará el uso más adecuado en las diferentes unidades de suelos.

### Clima
Presenta temperaturas superiores a los 24 °C y una precipitación que oscila entre los 1.000 y 2.000 mm. Además, las alturas máximas al interior del municipio no superan los 120 m.s.n.m, lo que le sitúa en el piso térmico cálido. En el Departamento del Magdalena la distribución de las lluvias se encuentra supeditada al paso anual de la CIT (Centro de Convergencia Intertropical) y dada la dinámica que presenta durante su paso a originado dos (2) temporadas de lluvia, la primera lluviosa en parte de abril y mayo, la segunda también lluviosa, entre los meses de septiembre y noviembre; una temporada de menor intensidad de lluvias entre los meses de junio y agosto, por último una temporada seca entre los meses de diciembre a marzo. Además, la Depresión Momposina presenta condiciones climáticas especiales debido a que la superficie acuática se encuentra expuesta permanentemente a los rayos solares, situación que origina las lluvias dominantes en toda la región. Estas lluvias son de tipo convectivo, es decir, que por efectos de la radiación solar y de la irradiación terrestre la Masa Atmosférica se calienta y las nubes con alto contenido de humedad se encuentran con Masas de Aire Frías condensándose para posteriormente precipitarse. 

### Hidrografía
El Municipio de Santa Ana se caracteriza por estar localizado en la Depresión Momposina, sobre el Brazo de Mompox, en una longitud de 22 km; Hacia el Sector Nor-Oriental del Municipio, tiene como lindero el río Ariguaní en una Longitud de 8 km; Así el Área Territorial del Municipio se halla distribuido en la Cuenca baja del Río Grande de La Magdalena con cien mil doscientos cincuenta y cuatro (100.254) Hectáreas, equivalente al 87.32%, y en la Cuenca del Río Ariguaní, con Catorce mil quinientos sesenta y cinco (14.565) Hectáreas, equivalente al 12.68%.
En su Sistema de Drenaje cuenta con la Ciénaga Playa Afuera Que recoge las aguas de la quebrada Chimicuica. A la cual le caen unos arroyos y quebradas entre los que destacamos, Arroyo Calzón Blanco, Quebrada Corozal, Arroyo Cabellona, Arroyo Jimera además se encuentran las Ciénagas de Mundo Silva, Batatal, Menchicoa, Jaraba, el Complejo de Ciénagas Nuevas, otro Caño para mencionar es el Caño Jaraba que se constituye en la conectividad entre el Río Magdalena y la Ciénaga Jaraba, en cuanto a la cuenca del Río Ariguaní son de importancia la Quebrada El Jordan y el Arroyo la Esperanza. Topografía: La topografía dominante del Municipio es de Planicie suavemente onduladas, con Pendientes de 1-3-7y12%, las altitudes varían entre los 15 metros en las orillas del Río Magdalena y 150 metros al norte de Astrea.
El suelo está conformado con sedimentos terciarios en los que predominan estratos de arcillas pardas, pardos amarillentas, roja y grises, algunas calcáreas, otros salinas y otras yaciferas, con intercalaciones de cantos rodados y de areniscas más o menos consolidadas, calcáreas o no, a veces fosilíferos. En estos sectores donde afloran los estratos de areniscas consolidadas el relieve es más accidentado y se alcanzan pendientes hasta del 25%. Entre el Río Magdalena y el tercio ondulado, hay una amplia planicie aluvial con ciénagas y toda la gama de aluviones subrecientes y recientes, entre los más recientes están las orillas inundables del Río Magdalena, sometidas a inundaciones periódicas de dos a cuatro meses durante el año, en la que predominan los suelos de textura fina (limosa). También son de texturas finas los suelos que rodean la ciénagas, debido a la sedimentación lenta que tiene lugar durante la época de inundación. Todos estos materiales dan lugar a suelos distintos, lo cual fue útil para la clasificación de las diferentes zonas del Municipio usadas para él diagnóstico y caracterización del municipio, dando lugar a tres zonas; Para determinar las tres zonas se hicieron encuestas, tomando muestras representativas de los diferentes corregimientos y veredas que conforman el municipio.

## Historia
El Virrey Sebastián Eslava, comisiona al Maestro de Campo de la Provincia de Santa Marta, José Fernando de Mier y Guerra, para asegurar el dominio del territorio y cumplir la orden de concentrar la población libre "arrochelada" que se había dispersado por montes y serranías; además, de reducir a los indios Chimilas. Cumple la tarea en 1750 de fundar las poblaciones de San Fernando de Oriente y Santa Ana; aunque se tienen noticias del lugar desde 1741, en el Diario de Viaje de Miguel de Santiesteban. Conocido inicialmente como Santa Ana de Pueblo Nuevo y luego Santa Ana de Buenavista, nombre que ha conservado hasta hoy. Fue reconocido como municipio en el año 1867, por Ordenanza n.° 4 del Registro del Magdalena n.° 481 del 25 de diciembre.

## Servicios públicos
- Energía Eléctrica: Afinia, del grupo EPM, es la empresa prestadora del servicio de energía eléctrica.
- Gas Natural: Surtigas es la empresa distribuidora y comercializadora de gas natural en el municipio.